# MuMs da Schemer
muMs da Schemer, pseudonimo di Craig Grant (New York, 18 dicembre 1968 – Wilmington, 24 marzo 2021), è stato un poeta e attore statunitense.

## Biografia
Grant è nato a New York City ed è cresciuto nel Bronx. Suo padre, Samuel, era un fabbro e falegname al Montefiore Hospital, e sua madre, Theresa (nata Maxwell), era un'insegnante. Ha ottenuto per la prima volta un'attenzione diffusa come poeta e artista quando è apparso nel documentario SlamNation, che ha seguito lui e gli altri poeti del Nuyorican Poetry Slam Team del 1996 (Saul Williams, Beau Sia e Jessica Care Moore) mentre gareggiavano al National 1996 Poetry Slam.
Grant ha preso il nome di "muMs" quando aveva 20 anni e si esibiva in un gruppo rap. Dato che conservava tracce di un lisp d'infanzia, un amico gli suggerì di chiamarsi "Mumbles", che Grant ha abbreviato in "muMs", come acronimo di "manipulator under Manipulation shhhhhhh!"
Nel libro Words in Your Face: A Guided Tour Through Twenty Years of the New York City Poetry Slam, l'autore Cristin O'Keefe Aptowicz ha scritto del tempo di muMs nella poesia slam, notando che la sua scrittura "era la poesia di strada allo stato puro. Riflessivo, preciso ma non senza umorismo, il suo lavoro parlava onestamente della vita che lui, dei suoi amici e della sua famiglia vivevano e della città che amava ".
muMs ha eseguito le sue poesie nelle stagioni 2, 3 e 4 di Def Poetry Jam della HBO, ed è stato membro della LAByrinth Theatre Company di New York. Nell'ottobre 2007, i muM hanno recitato in A View from 151st Street, un'opera teatrale su persone che cercano di ricostruire le loro vite dopo gli spari. Nel settembre 2014, muMs ha scritto ed eseguito "A Sucker Emcee", poesia hip-hop e slam, basata sui suoi ricordi personali. Nel febbraio 2015, la commedia dei muMs, intitolata "Paradox of the Urban Cliché", su una giovane coppia che vive ad Harlem, è stata eseguita al Wild Project come parte del festival Poetic License della Poetic Theatre Productions. Nel febbraio 2015, muMs ha recitato in "The Insurgents", un'opera teatrale sulla rabbia tra i liberi, coraggiosi e privati dei diritti civili, prodotta dalla LAByrinth Theatre Company.
Grant ha recitato come guest star nella serie Netflix del 2016 Luke Cage come Reggie "Squabbles", ed è apparso come un personaggio ricorrente, Ricardo, in tre episodi della serie web di Louis C.K. Horace and Pete.
Gran parte della sua notorietà la deve grazie alla sua interpretazione del personaggio di Arnold Jackson - Il Poeta, nella quale interpretava appunto un poeta tossicodipendente, nella serie televisiva carceraria della HBO Oz. Tra l'altro, insieme a Chuck Zito, lè stato uno dei due attori della serie a essere stato in carcere anche al di fuori degli schermi.
Il 24 marzo 2021 è deceduto a causa di complicazioni del diabete.

## Filmografia parziale

### Cinema
- Al di là della vita (Bringing Out the Dead), regia di Martin Scorsese (1999)
- Bamboozled, regia di Spike Lee (2000)
- Dark Water, regia di Walter Salles (2005)
- Interview, regia di Steve Buscemi (2007)
- An Englishman in New York, regia di Richard Laxton (2009)
- The Good Heart - Carissimi nemici (The Good Heart), regia di Dagur Kári (2009)
- Breaking Point, regia di Jeff Celentano (2009)
- Effetti collaterali (Side Effects), regia di Steven Soderbergh (2013)
- Birdman, regia di Alejandro González Iñárritu (2014)
- Good Time, regia di Josh e Benny Safdie (2017)
- BlacKkKlansman, regia di Spike Lee (2018)
- No Sudden Move, regia di Steven Soderbergh (2021)

### Televisione
- Oz – serie TV, 49 episodi (1997-2003)
- I Soprano (The Sopranos) – serie TV, un episodio (2006)
- Law & Order: Criminal Intent – serie TV, un episodio (2006)
- Boston Legal – serie TV, 3 episodi (2007)
- Law & Order - I due volti della giustizia (Law & Order) – serie TV, un episodio (2008)
- Cold Case - Delitti irrisolti (Cold Case) – serie TV, un episodio (2009)
- Law & Order - Unità vittime speciali (Law & Order: Special Victims Unit) – serie TV, un episodio (2013)
- The Knick – serie TV, un episodio (2014)
- Blue Bloods – serie TV, un episodio (2014)
- Nurse Jackie - Terapia d'urto (Nurse Jackie) – serie TV, un episodio (2015)
- Horace and Pete – serie TV, 3 episodi (2016)
- Luke Cage – serie TV, un episodio (2016)
- She's Gotta Have It – serie TV, 5 episodi (2017-2019)
- NCIS: New Orleans – serie TV, un episodio (2019)
- City on a Hill – serie TV, un episodio (2019)
- High Maintenance – serie TV, un episodio (2020)
- Bull – serie TV, un episodio (2020)

## Doppiatori italiani
Nelle versioni in italiano delle opere in cui ha recitato, MuMs da Schemer è stato doppiato da:
- Luigi Ferraro in Interview, Luke Cage
- Diego Reggente in Oz (st. 1-4)
- Paolo Maria Scalondro in Oz (st. 5-6)
- Mario Bombardieri in Boston Legal
- Marco Panzanaro in Law & Order: Criminal Intent
- Stefano Mondini in Cold Case - Delitti irrisolti
- Mauro Magliozzi in The Knick
- Pierluigi Astore in Blue Bloods
- Alessandro Ballico in NCIS: New Orleans
- Paolo Marchese in Bull